# Florida State Road 874
Die Florida State Road 874 ist eine State Route im US-Bundesstaat Florida, die lokal auch als Don Shula Expressway bekannt und autobahnähnlich ausgebaut ist. Sie führt südwestlich von Miami auf einer Länge von gut 11 km von Richmond Heights nach Glenvar Heights und verbindet den Palmetto Expressway (SR 826) mit der Homestead Extension of Florida’s Turnpike (SR 821). Die Straße wird von der Miami-Dade Expressway Authority betrieben.

## Streckenverlauf
Die SR 874 beginnt in Richmond Heights und zweigt nach Nordosten von der Homestead Extension ab. Anschließend führt er durch Kendall und Sunset, bevor er in Richmond Heights in den Palmetto Expressway mündet. In Sunset zweigt zudem der Snapper Creek Expressway (SR 878) von der SR 874 in Richtung Coral Gables ab.

### Maut
Seit dem 17. Juli 2010 werden sämtliche Mautgebühren elektronisch (SunPass) erhoben. Mautbrücken bestehen an beiden Enden der Strecke sowie nordöstlich der Anschlussstelle der State Road 990 in Kendall. Die Preise liegen von Südwest nach Nordost bei  $0,25, $0,25 und $0,50. Für das Befahren der Strecke von Fahrzeugen ohne entsprechenden Transponder wird ein erhöhter Aufpreis von zusätzlichen $0,15 pro Mautbrücke berechnet.

## Geschichte
Die Bauarbeiten für die Straße begannen 1971, dabei wurden die ersten fünf Meilen im Südwesten 1973 und die restlichen zwei Meilen am 31. Juli 1975 fertiggestellt. Ursprünglich gab man der Straße den Namen South Dade Expressway, jedoch wurde sie 1983 zu Ehren des in die Pro Football Hall of Fame aufgenommenen Trainers der Miami Dolphins, Don Shula, umbenannt.